# Dion chante Plamondon
Dion chante Plamondon (с фр. — «Дион поёт Пламондона») — десятый студийный альбом канадской певицы Селин Дион на французском языке, выпущенный 4 ноября 1991 года компанией Sony Music. Альбом полностью состоит из песен, написанных франкоканадским автором текстов Люком Пламондоном. В Европе альбом был переименован в «Des mots qui sonnent» (с фр. — «Слова, которые звучат»). Dion chante Plamondon получил премию «Джуно» в категории «Самый продаваемый франкоязычный альбом года» и премию «Феликс» как «Самый продаваемый альбом года». Он возглавил чарт Квебека и достиг четвертого места во Франции.

## Предыстория
Люк Пламондон — франкоканадский поэт-песенник, также известный как автор либретто к мюзиклам. Он работал с такими исполнителями, как Жюльен Клер, Франсуаза Арди, Даниэль Балавуан, Дасти Спрингфилд, Робер Шарльбуа, Катрин Лара, Нанетт Уоркмэн и др. В 1978 году вышел концепт-альбом рок-оперы «Стармания», для которой Пламондон написал либретто на музыку Мишеля Берже, а годом позже состоялась премьера театральной постановки в Париже. «Стармания» была одной из первых рок-опер, изначально написанных на французском языке, из-за чего авторы столкнулись с трудностями в поисках продюсера для шоу. Тем не менее, произведение имело большой успех. Позже, в 1998 году, Пламондон напишет либретто к ещё одному хиту — мюзиклу Нотр-Дам де Пари.
В 1980-х Пламондон несколько раз работал над песнями для Дион. В 1982 году он написал «Le piano fantôme», которая вошла в её альбом Tellement j’ai d’amour…. В 1987 году он также стал автором текстов песен «Incognito» и «Lolita (trop jeune pour aimer)» с альбома Дион Incognito. Обе песни возглавили чарт Квебека.

## Содержание и выпуск
В Dion chante Plamondon вошли четыре новые песни («Des mots qui sonnent», «Je danse dans ma tête», «Quelqu’un que j’aime, quelqu’un qui m’aime» и «L’amour existe encore»), четыре кавер-версии песен различных франкоканадских исполнителей («Le fils de Superman» Мартин Сен-Клер, «Oxygène» и «J'ai besoin d'un chum» Дианы Дюфрен и «Piaf chanterait du rock» Мари Кармен), а также четыре композиции из мюзикла «Стармания» («Le monde est stone», «Le blues du businessman», «Un garçon pas comme les autres (Ziggy)» и «Les uns contre les autres»). Оригинальное исполнение «Le monde est stone» и «Ziggy» принадлежит Фабьен Тибо, «Le blues du businessman» — Клоду Дюбуа, а песня «Les uns contre les autres» была записана Тибо и Дюбуа.
4 ноября 1991 года альбом был выпущен в Канаде, 4 мая 1992 года — во Франции, Бельгии и Швейцарии. 25 января 1993 года состоялся релиз в Австралии, а в 1994 году Dion chante Plamondon вышел в остальных странах, став первым альбомом Дион на французском языке, доступным во всем мире. Он был выпущен с четырьмя разными обложками.
В Квебеке, Канада, альбом продвигали четыре промосингла. В ноябре 1991 года «Des mots qui sonnent» был отправлен на радиостанции, ориентированные на поп-музыку (десятая строка чарта Airplay), а «L’amour existe encore» — на радиостанции формата adult contemporary (шестнадцатое место чарта Airplay). В марте 1992 года вышел «Je danse dans ma tête», добравшийся до третьей позиции в чарте. «Quelqu’un que j’aime, quelqu’un qui m’aime» был выбран в качестве следующего промосингла в августе 1992 года и стал хитом, заняв первое место в радиочарте. Dion chante Plamondon имел большой успех в Квебеке и продержался на вершине чарта альбомов в течение семи недель. В Канаде он достиг лишь пятьдесят седьмого места, поскольку в то время этот чарт не учитывал продажи в Квебеке. Альбом получил двойной платиновый статус в Канаде.
Во Франции альбом был переименован в Des mots qui sonnent. Для его продвижения в марте 1992 года был выпущен коммерческий сингл «Je danse dans ma tête». Однако на тот момент ни один из них не попал в чарты. Все изменилось в 1993 году, когда следующий сингл с альбома «Un garçon pas comme les autres (Ziggy)» стал хитом, достигнув второго места французского хит-парада, и получил золотой сертификат. Дион также записала англоязычную версию этой песни для сборника Tycoon — адаптации рок-оперы «Стармания», текст которой написал Тим Райс. Tycoon возглавил чарт и получил платиновый статус во Франции. Благодаря успеху «Ziggy», Des mots qui sonnent впервые попал в чарт Франции в сентябре 1993 года. В январе 1994 года компания Sony Music выпустила третий и последний коммерческий сингл во Франции «L’amour existe encore», который добрался до тридцать первой строки. Альбом же достиг четвертой позиции и продержался в чарте целый год. Он получил 2 платиновых сертификата во Франции. Только в этой стране было продано более миллиона копий альбома.
Мировой релиз альбома в 1994 году не был поддержан промокампанией. Только англоязычный сингл Дион «Think Twice», выпущенный в то время, содержал в качестве би-сайдов две песни из Dion chante Plamondon: «L’amour existe encore» и «Le monde est stone». По всему миру было продано более двух миллионов экземпляров Dion chante Plamondon. Несмотря на то, что альбом записан полностью на французском языке, по состоянию на июнь 2014 года в США было продано 275 000 копий. В чарте Валлонии (Бельгия), который доступен только с апреля 1995 года, альбом достиг семнадцатой позиции. В ноябре 1995 года он также получил золотой статус в Бельгии.

## Реакция критики
| Оценки критиков      | Оценки критиков |
| Источник             | Оценка          |
| -------------------- | --------------- |
| AllMusic             | [ 16 ]          |
| Entertainment Weekly | C               |

Лари ЛеБлан из Billboard назвал Dion chante Plamondon одним из лучших альбомов 1992 года, заявив, что «записи Дион на французском языке превосходят ее английскую поп-продукцию». По мнению Хосе Ф. Промиса из AllMusic, «на этом относительно раннем альбоме Дион звучит так же уверенно и зрело, как и на её поздних записях в качестве суперзвезды мирового уровня. Её голос излучает страсть, превосходящую её юные годы, особенно в открывающем рок-треке «Des mots qui sonnent». Он также заметил, что «этот альбом охватывает широкий музыкальный спектр, включая драматичную «Le fils de Superman», фанковую «Je danse dans ma tête», блюзовую «Les uns contre les autres» и мега-пауэр балладу «Le blues du businessman».

## Признание
Dion chante Plamondon получил премию «Джуно» в категории «Самый продаваемый франкоязычный альбом года» в 1993 году. Он также получил премию «Феликс» как «Самый продаваемый альбом года» в 1992 году и был номинирован на премию «Поп/рок-альбом года». «Quelqu’un que j’aime, quelqu’un qui m’aime» была номинирована на премию «Феликс» как «Самая популярная песня года» в 1993 году, а музыкальное видео «L’amour existe encore» получило номинацию в категории «Видео года» в 1994 году. Дион также была номинирована на премию «Феликс» как «Вокалистка года» в 1992, 1993 и 1994 годах и выиграла в этой категории в 1994 году.. Кроме того, видеоклип «Je danse dans ma tête» получил премию MuchMusic Video Award как «Лучшее Adult Contemporary видео» в 1992 году, а Дион была номинирована на премию Victoires de la Musique в категории «Франкоязычный артист года» в 1994 году. Телевизионный спешл Dion chante Plamondon также был номинирован на две премии Жемо в 1992 году.

## Список композиций
| №   | Название                                     | Автор(ы)                             | Продюсер(ы)              | Длительность |
| --- | -------------------------------------------- | ------------------------------------ | ------------------------ | ------------ |
| 1.  | «Des mots qui sonnent»                       | Люк Пламондон Алдо Нова Марти Саймон | Янник Топ Серж Ператонер | 3:56         |
| 2.  | «Le monde est stone»                         | Пламондон Мишель Берже               | Топ Ператонер            | 3:40         |
| 3.  | «J'ai besoin d'un chum»                      | Пламондон Франсуа Кузино             | Топ Ператонер            | 4:03         |
| 4.  | «Le fils de Superman»                        | Пламондон Джермейн Готье             | Топ Ператонер            | 4:35         |
| 5.  | «Je danse dans ma tête»                      | Пламондон Романо Мусумарра           | Мусумарра                | 4:14         |
| 6.  | «Le blues du businessman»                    | Пламондон Берже                      | Топ Ператонер            | 4:30         |
| 7.  | «Piaf chanterait du rock»                    | Пламондон Готье                      | Топ Ператонер            | 3:20         |
| 8.  | «Un garçon pas comme les autres (Ziggy)»     | Пламондон Берже                      | Топ Ператонер            | 2:58         |
| 9.  | «Quelqu'un que j'aime, quelqu'un qui m'aime» | Пламондон Эроун                      | Топ Ператонер            | 3:40         |
| 10. | «Les uns contre les autres»                  | Пламондон Берже                      | Топ Ператонер            | 3:10         |
| 11. | «Oxygène»                                    | Пламондон Готье                      | Топ Ператонер            | 6:00         |
| 12. | «L'amour existe encore»                      | Пламондон Риккардо Коччанте          | Топ Ператонер            | 3:50         |

| №   | Название                                     | Автор(ы)              | Продюсер(ы)   | Длительность |
| --- | -------------------------------------------- | --------------------- | ------------- | ------------ |
| 1.  | «Des mots qui sonnent»                       | Пламондон Нова Саймон | Топ Ператонер | 3:56         |
| 2.  | «Le monde est stone»                         | Пламондон Берже       | Топ Ператонер | 3:40         |
| 3.  | «Le fils de Superman»                        | Пламондон Готье       | Топ Ператонер | 4:35         |
| 4.  | «Je danse dans ma tête»                      | Пламондон Мусумарра   | Мусумарра     | 4:14         |
| 5.  | «Le blues du businessman»                    | Пламондон Берже       | Топ Ператонер | 4:30         |
| 6.  | «Un garçon pas comme les autres (Ziggy)»     | Пламондон Берже       | Топ Ператонер | 2:58         |
| 7.  | «Quelqu'un que j'aime, quelqu'un qui m'aime» | Пламондон Эроун       | Топ Ператонер | 3:40         |
| 8.  | «Les uns contre les autres»                  | Пламондон Берже       | Топ Ператонер | 3:10         |
| 9.  | «Oxygène»                                    | Пламондон Готье       | Топ Ператонер | 6:00         |
| 10. | «L'amour existe encore»                      | Пламондон Коччанте    | Топ Ператонер | 3:50         |

## Чарты
| Чарт (1991–1995)            | Позиция |
| --------------------------- | ------- |
| Бельгия/Валлония (Ultratop) | 17      |
| Канада (RPM Top Albums/CDs) | 76      |
| Канада (The Record)         | 57      |
| Франция (SNEP)              | 4       |
| Квебек (ADISQ)              | 1       |

| Чарт (1993)    | Позиция |
| -------------- | ------- |
| Франция (SNEP) | 9       |

| Чарт (1994)    | Позиция |
| -------------- | ------- |
| Франция (SNEP) | 40      |

| Чарт (1995)                                       | Позиция |
| ------------------------------------------------- | ------- |
| Бельгия/Валлония (Ultratop)                       | 47      |
| Бельгия/Валлония (Франкоязычные альбомы Ultratop) | 19      |

## Сертификации и продажи
}
| Регион | Сертификация  | Продажи   |
| --- | ------------- | --------- |
| Бельгия (BEA) | Золотой       | 25 000*   |
| Канада (Music Canada) | 2× Платиновый | 200 000^  |
| Франция (SNEP) | 2× Платиновый | 1 000 000 |
| США | —             | 275 000   |
| Итого |               |           |
| Мир | —             | 2 000 000 |
| * Данные о продажах приведены только на основе сертификации. ^ Данные о тиражах приведены только на основе сертификации. |               |           |

## История релиза
| Регион                                  | Дата           | Лейбл    | Формат        | Каталог   | Издание                            |
| --------------------------------------- | -------------- | -------- | ------------- | --------- | ---------------------------------- |
| Канада                                  | 4 ноября 1991  | Columbia | CD LP кассета | 80168     | Dion chante Plamondon с 12 песнями |
| Франция Бельгия Швейцария [ 11 ] [ 37 ] | 4 мая 1992     | Columbia | CD кассета    | 471344    | Des mots qui sonnent с 12 песнями  |
| Австралия                               | 25 января 1993 | Epic     | CD кассета    | 477215    | Dion chante Plamondon с 10 песнями |
| Великобритания                          | 16 мая 1994    | Epic     | CD            | 4713442   | Dion chante Plamondon с 10 песнями |
| США                                     | 31 мая 1994    | Epic     | CD кассета    | 64363     | Dion chante Plamondon с 10 песнями |
| Япония                                  | 21 ноября 1994 | SMEJ     | CD            | ESCA-6101 | Dion chante Plamondon с 10 песнями |